# Oscar Geier
Oscar Geier, né le 19 août 1882 à Zurich et mort le 5 novembre 1942 à Mountain Lakes, est un bobeur et avocat suisse médaillé d'argent olympique aux Jeux olympiques d'été de 1932.

## Biographie
Oscar Geier naît en Suisse en 1882 et émigre dans le New Jersey aux États-Unis en 1902 pour fonder une succursale d'une entreprise européenne de droit. Il revient en Suisse pendant la Première Guerre mondiale et devient capitaine dans l'armée suisse, puis rentre aux États-Unis et fonde l'entreprise de droit Richards & Geier. À l'âge de 49 ans, Geier participe aux Jeux olympiques d'hiver de 1932 organisés à Lake Placid aux États-Unis. Il y remporte une médaille d'argent en bob à deux avec son partenaire Reto Capadrutt.

## Palmarès

### Jeux Olympiques
- : médaillé d'argent en bob à 2 aux JO 1932.